# Pfarrkirche Pernitz

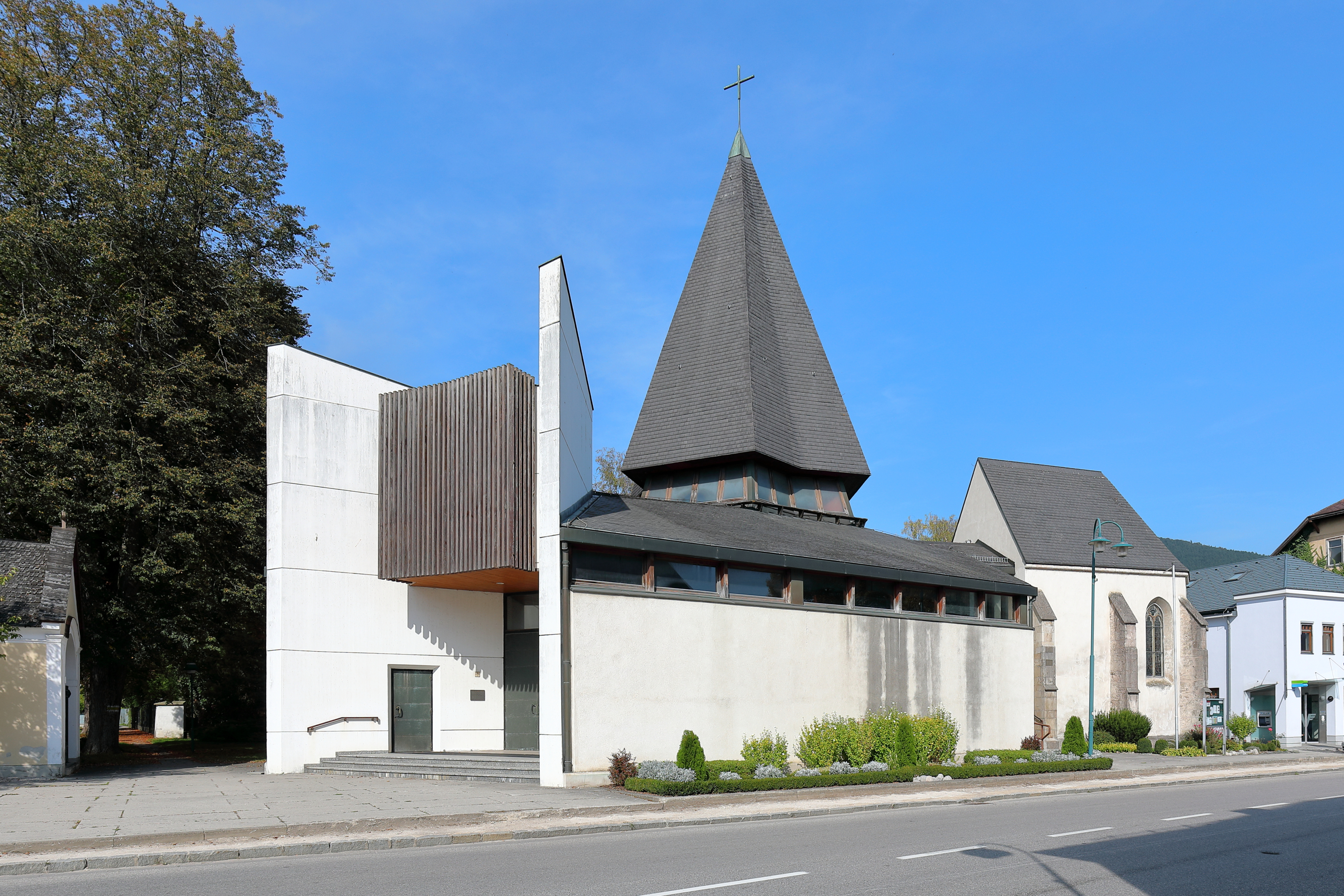
Katholische Pfarrkirche hl. Nikolaus in Pernitz

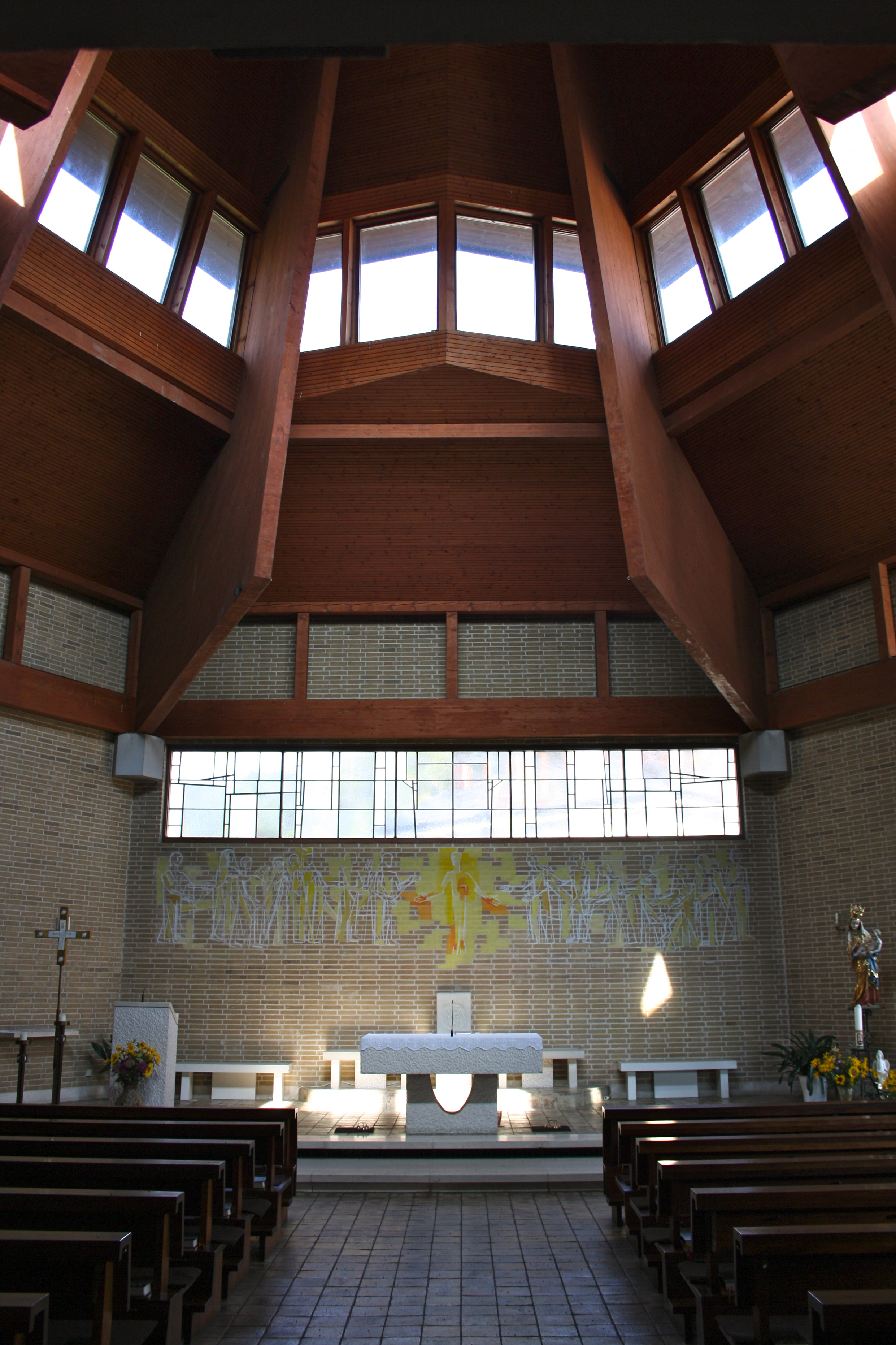
Zentralraum, Blick zur Altarwand

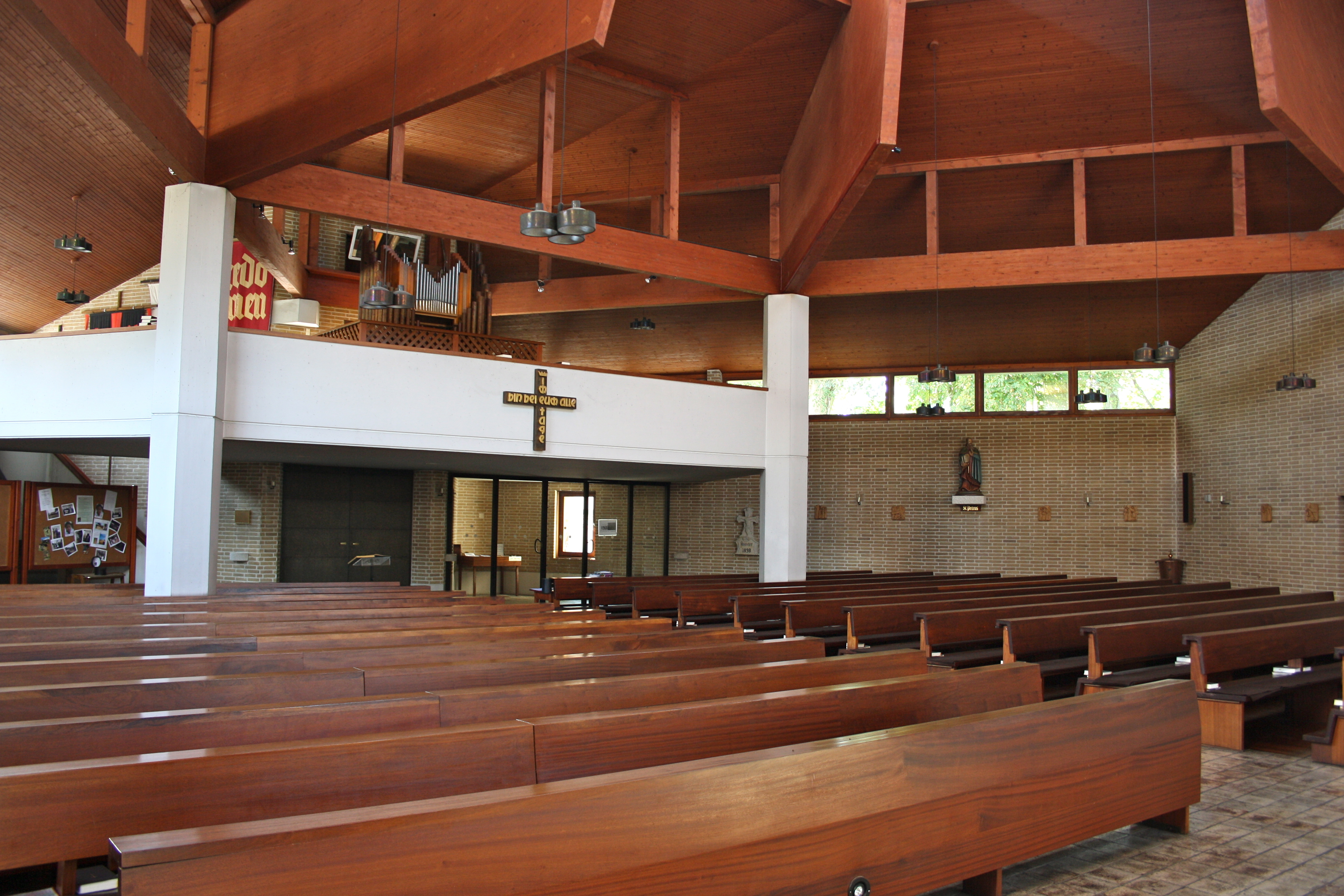
Zentralraum, Blick zur Orgelempore

Die Pfarrkirche Pernitz steht in der Marktgemeinde Pernitz im Bezirk Wiener Neustadt-Land in Niederösterreich. Die dem Patrozinium hl. Nikolaus von Myra unterstellte römisch-katholische Pfarrkirche gehört zum Dekanat Piesting im Vikariat Unter dem Wienerwald der Erzdiözese Wien. Die Kirche steht unter Denkmalschutz (Listeneintrag).

## Geschichte
Im 14. Jahrhundert Vikariat. Unter Friedrich III. wurden 1445 die Mutterpfarre Hernstein und Pernitz dem Zisterzienserstift  Neuberg an der Mürz inkorporiert. 1447 wurde die Kirche zur Pfarrkirche erhoben. 1683 wurden die Kirche und der Pfarrhof im Türkenkrieg zerstört und zum Ende des 17. Jahrhunderts wiederaufgebaut. Bis 1729 gehört die Pfarre zum Bistum Passau. 1761 gingen Muggendorf und Thal zur Pfarre Pernitz.
Der mittelalterliche Kirchenbau wurde 1743 und 1889 baulich erweitert. 1969/1970 wurde die Kirche nach den Plänen des Architekten Georg Lippert abgebrochen, der gotische Chor wurde als Seitenkapelle eines modernen Zentralraumes erhalten.
Die von 1496 bis 1507 erbaute Filialkirche hl. Sebastian auf dem Sebastianikogel nordwestlich von Pernitz wurde 1794 abgetragen. Um 1910 wurde der Kirchfriedhof aufgelassen.

## Architektur
Die Eingangsfront der modernen Kirche bilden ausgestellte hoch aufragende Mauern beidseits des Hauptportals mit einer mittig zwischengestellten Dachkonstruktion mit vertikal gerippten Holzlatten als Windfang, der folgende Zentralraum ist ein niedrigerer Baukörper mit glatten Betonfassaden und einer hoch liegenden durchlaufender Fensterreihe unter der Traufe, im Schrägdach steht auf einer weiteren schmalen Fensterreihe ein mächtiger weithin sichtbarer polygonaler Spitzhelm. Der ehemalige gotische Chor mit abgetreppten Strebepfeilern und vier zweibahnigen Maßwerkfenstern aus der ersten Hälfte des 15. Jahrhunderts wurde, obwohl den Neubau in der Höhe überragend, als Seitenkapelle dem modernen Zentralraum angegliedert.
Das Kircheninnere zeigt einen nach Norden orientierten Zentralraum mit ziegelsichtigem Mauerwerk und eine Orgelempore. Der offene hölzerne Dachstuhl führt über eine Fensterreihe in eine sechseckige offene Turmspitze. Der gotische Chor als Seitenkapelle zeigt nach einem spitzbogigen Triumphbogen einen einjochigen Chor unter einem Kreuzrippengewölbe mit einem Fünfachtelschluss.
Das Altarraumfenster mit Fries gestaltete Alois Johannes Plum 1970.

## Ausstattung
Das Kruzifix entstand im 19. Jahrhundert. Die lebensgroße Statue des hl. Sebastian um und nach 1700 und zwei kartuschenförmige Gemälde des Gekreuzigten und der Maria Magdalena sowie des hl. Antonius von Padua aus 1693 wurden aus der abgebrochenen Filialkirche hl. Sebastian hierher übertragen. Die Figur der Madonna aus 1973 ist eine Kopie der Altenmarkter Madonna um 1363. Ein neobarockes Kruzifix mit den Statuetten der Heiligen Johannes Nepomuk, Bernhard, Maria, Johannes, Josef und Petrus entstand im 19. Jahrhundert.
Die Orgel aus 1955 mit 16 Registern stammt von Rieger Orgelbau.